# Mühlenberge
Mühlenberge est une commune allemande de l'arrondissement du Pays de la Havel, Land de Brandebourg.

## Géographie
Mühlenberge se situe sur le Havelländisches Luch.
| Kleßen-Görne | Friesack      | Wiesenaue   |
| Kotzen       | Mühlenberge   | Paulinenaue |
| Nennhausen   | Märkisch Luch | Pessin      |

Mühlenberge se trouve sur la Bundesstraße 5.

## Histoire
Mühlenberge est mentionné pour la première fois en 1307.
La commune actuelle vient de la fusion le 31 décembre 2002 de Haage, Senzke et Wagenitz.

## Personnalités liées à la ville
- Asmus Ehrenreich von Bredow (1693-1756), général né à Senzke.